# 김화준 (1890년)
김화준(金化俊, 일본식 이름:  金海化俊가네우미 가슌, 1890년 ~ ?)은 일제강점기의 관료이며, 조선총독부 중추원 참의도 지냈다.

## 생애
평안북도 정주군의 빈한한 농민 가정에서 태어났다. 10대에 수원농림학교 임과에 입학하여 1년 수료한 것이 학력의 전부이다.
1907년 대한제국의 농상공부에서 관리로 근무하면서 관직에 들어섰다. 3년 후 한일 병합 조약이 체결되면서 조선총독부로 소속이 바뀌었고, 평안남도 도서기로 발령받았다. 1921년 맹산군 군수에 임명된 것을 시작으로 양덕군, 성천군, 평원군, 중화군, 안주군, 순천군, 대동군 등 평남 지역에서 17년 동안 총독부 군수를 지냈다.
대동군수를 마지막으로 1938년에는 충청북도 참여관 및 산업부장으로 승진했고, 1941년에 중추원 칙임참의에 임명되어 광복 시점까지 재직했다. 당시 훈4등 종4위에 서위되어 있었고, 일본 정부로부터 다이쇼대례기념장과 쇼와대례기념장을 받은 바 있다.
1945년 일제가 태평양 전쟁에서 패해 물러간 후에도 조선임업회 회장에 당선되고 대한산림회 연합회장을 겸임하는 등 미군정과 대한민국 건국 초기의 녹화사업 분야에서 유력자로 활동했다.
그러나 1949년 반민족행위특별조사위원회에 체포되어 조사를 받았다. 김화준은 별다른 반성이 없었으며, 반민특위는 "민족의식을 망각한 기회주의적인 파렴치적 가증한 악질 민족반역자"라는 의견서를 냈다. 그러나 반민특위 활동이 무력화되면서 "산림녹화사업을 통하여 대한민국건국사업에 다대한 공헌"이 있고 "대한민국 정부로부터 공로상을 수한 자"라는 이유로 공소 취소 처분되어 처벌 받지 않았다. 한국 전쟁 중 실종되어 납북된 것으로 추정된다.
2002년 발표된 친일파 708인 명단 중 중추원, 도 참여관, 총독부 사무관의 세 부문에 선정되었고, 2008년 공개된 민족문제연구소의 친일인명사전 수록예정자 명단, 2009년 친일반민족행위진상규명위원회가 발표한 친일반민족행위 705인 명단에도 포함되었다.

## 같이 보기
- 조선총독부 중추원

## 참고 자료
- 반민족행위특별조사위원회, 〈피의자 심문조서 - 김화준〉(1)[깨진 링크(과거 내용 찾기)] (2)[깨진 링크(과거 내용 찾기)] (1949년 7월)
- 반민족행위특별조사위원회 송필만 외 (1949년 8월). “의견서 - 피의자 김화준”. 국사편찬위원회. 2008년 2월 22일에 확인함.[깨진 링크(과거 내용 찾기)]
- 반민족행위특별검찰부 (1949년 8월 30일). “공소취소서 - 김화준”. 국사편찬위원회. 2008년 2월 22일에 확인함.[깨진 링크(과거 내용 찾기)]